# Sergio Méndez Romero
Sergio Méndez Romero, nebo jen Sergio Romero (* 11. listopadu 1993, Madrid) je španělský tanečník, sólista baletu Moravského divadla Olomouc a bývalý sólista baletu Národního divadla moravskoslezského. 

## Život
Narodil se v Madridu, kde v letech 2007 až 2012 studoval klasický balet na profesionální taneční konzervatoři „Carmen Amaya“ (Conservatorio profesional de danza Carmen Amaya). Po absolvování nastoupil do angažmá Ballet de Barcelona. Zde byl jen krátce, a to pouze na turné po Argentině. Roku 2012 a 2013 vyhrál dvě španělské mezinárodní taneční soutěže a díky tomu hostoval například na baletním gala v Bavorské státní opeře. Od divadelní sezóny 2013/2014 vykonával funkci demisólisty Divadla baletu v rumunském Sibiu. Jeho přítel, který předtím tančil v Ostravě, mu sdělil, že právě v Ostravě hledají nové posily. Protože chtěl Sergio změnit své působiště, poslal do Národního divadla moravskoslezského všechny své dokumenty a od jara roku 2014 zde byl v angažmá v baletu, kde byl od sezóny 2016/2017 jmenován sólistou s povinností sboru a v roce 2018 prvním sólistou. V tomto ostravském divadle ztvárnil například Benna a Prince Siegfrieda v Labutím jezeře, rytíře Dancenyho v Nebezpečných známostech a d’Artagnana a Aramise ve Třech mušketýrech.
Protože chtěl vyzkoušet něco jiného, rozhodl se přestoupit do angažmá v Moravském divadle Olomouc, kde je od sezony 2021/2022 sólistou baletu. V tomto divadle si například zatančil Solora v Bajadéru, Dona Josého v Boleru & Carmen, Vévodu Alberta v Giselle, Kurbského v Ivanovi Hrozném, Louskáčka a Tatínka v Louskáčekovi - Kouzelný příběh a Doriana Graye a malíře Basila Hallwarda v Obrazu Doriana Graye.
Byl několikrát v širší nominaci na cenu Thálie, a to za rok 2015 za roli Prince v Popelce, za rok 2016 za roli Robina v inscenaci Sen noci svatojánské a za rok 2019 za roli Basila v inscenaci Don Quijote. Tu obdržel roku 2022 za ztvárnění role On v inscenaci Sólo pro tři. V roce 2018 také obdržel Cenu Jantar za roli Basila v inscenaci Don Quijote, na kterou byl nominován i o rok později za rytíře Danceny v inscenaci Nebezpečné známosti.